# Al-Mā'ūn

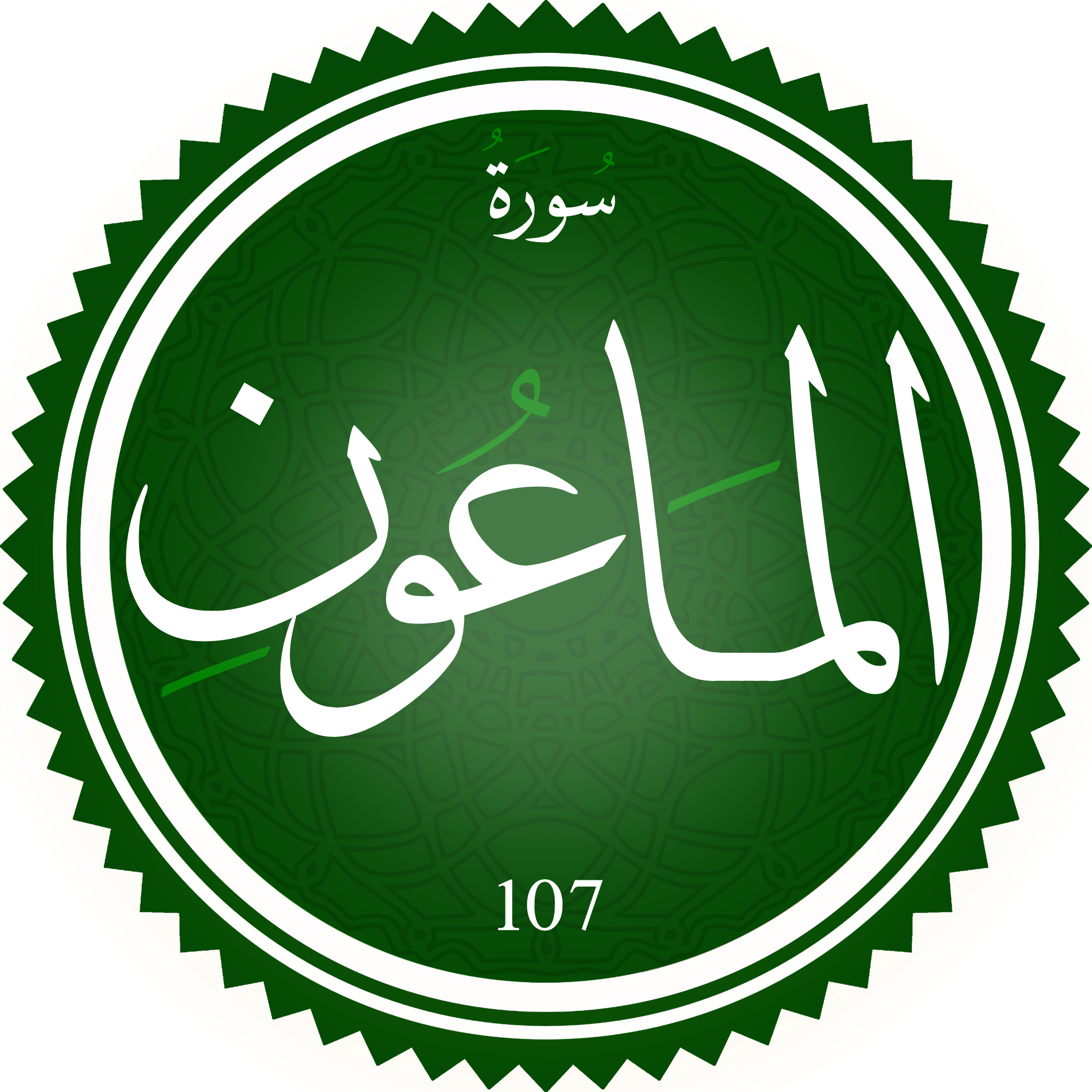
Sura al-Ma'un.

Al-Mā'ūn (arabiska: سورة الماعون, “Den minsta hjälp”) är den etthundrasjunde suran (kapitlet) i Koranen med sju ayat (verser). Den skall ha uppenbarat sig för profeten Muhammed under hans tid i Mekka.
Nedan följer surans verser i översättning från arabiska till svenska av Mohammed Knut Bernström. Översättningen har erhållit officiellt godkännande från det anrika al-Azhar-universitetets islamiska forskningsinstitution.

## Den minsta hjälp
I Guds, den Nåderikes, den Barmhärtiges namn!
1. VAD ANSER du om den [människa] som förnekar Domen?
2. Det är samme man som motar undan den faderlöse
3. och som inte uppmanar [någon] att ge dem som lider nöd att äta.
4. Det skall gå dem illa som ber
5. utan att deras hjärtan deltar i bönen,
6. de som vill ses [och berömmas]
7. men som vägrar [sin medmänniska] även den minsta hjälp!